# Taryn Sciarini
Taryn Sciarini est une joueuse suisse de volley-ball née le 11 mai 1988. Elle joue au poste de libero.

## Palmarès

### Clubs
Championnat de Suisse :
- 2011, 2017